# أيوليبيل

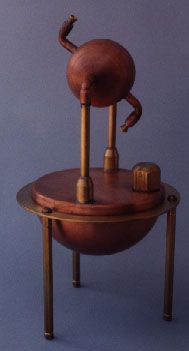

الأيوليبيل (بالإنجليزية: Aeolipile) ويعرف أيضا بمحرك هيرو، هو توربين بخاري شعاعي بسيط وعديم الشفرة، يدور عند تسخين حاوية المياه المركزية. ينتج عزم الدوران بواسطة نفاثات بخارية تخرج من التوربين، تشبه إلى حد كبير محرك نفاث أو محرك الصواريخ. في القرن الأول الميلادي وصف العالم هيرو السكندري الجهاز في مصر الرومانية، ومنحته العديد من المصادر الفضل في اختراعه.
يعد الايوليبيل الذي وصفه العالم هيرو أول محرك بخاري مسجل أو أول توربين بخاري تفاعلي. اشتق هذا الاسم من الكلمة اليونانية ايوكسوس (Aioxos) والكلمة اللاتينية بيلا (pila) ويترجم إلى كلمة كرة ايولوس (ball of Aeolus) ايولوس هو أله الهواء والرياح اليوناني.
في القرن الأول قبل الميلاد، استباقا لكتابات هيرو، وصف العالم فيتروفيوس (Vitruvius) جهاز يدعى ايوليبيل في اطروحته De architecture؛ ومع ذلك فمن غير الواضح ما إذا كان قد وصف نفس الجهاز أو جهاز قبله، لأنه لا يذكر الأجزاء الدوارة في اطروحته.

## الوصف والخواص
يتكون الايوليبيل من وعاء، عادة ما يكون صلبا «بسيطا» للدوران. مثل كرة أو أسطوانة، لتدويرها حول محورها، مع وجود فوهات منحنية أو منحنية بشكل معاكس تنبثق منها (أطراف نفاثة). وعند ضغط الوعاء بالبخار، يطرد البخار عبر الفوهات، مما يولد قوة دفع بسبب مبدأ الصواريخ السابع نتيجة لقوانين نيوتن الثانية والثالثة للحركة.
وعندما تنتج الفوهات المتعاكسة قوى على خطوط عمل مختلفة عموديا على محور المحامل، تتحد اتجاهات الدفع لتنتج لحظة دوران (زوجان ميكانيكيان)، أو عزم دوران، مما يتسبب في دوران الوعاء حول محوره. وتتراكم قوى السحب الهوائية والاحتكاك في المحامل بسرعة مع زيادة سرعة الدوران (*rpm) وتستهلك عزم الدوران المتسارع، وفي النهاية تقوم بإلغائه وتحقيق سرعة ثابتة.
كما وصف هيرو الجهاز، عادة ما يتم تسخين الماء في مغلاة بسيطة تشكل جزءا من حامل الوعاء الدوار. عندما يكون الامر هكذا، يتم توصيل المغلاة بالحجرة الدوارة بواسطة زوج من الانابيب التي تعمل كمحور للحجرة. وبدلا من ذلك، تعمل الحجرة الدوارة نفسها كغلاية، وهذا الترتيب يبسط بشكل كبير الترتيبات المحورية/المحامل، اذ انها لا تحتاج بعد ذلك إلى تمرير البخار.

## التاريخ
ويعتمد كلا العالمين هيرو وفيتروفيوس على الأعمال التي قام بها كسيبيوس Ctesibius (285-222 ق.م) أو تيسيبيوس Ctesibiusأو كتسيبيوس Ktesibios أو تيسيبيوس Tesibius في وقت سابق بكثير. وكان بطليموس مصر مخترعا وعالم رياضيات في الإسكندرية. كتب أول اطروحاته في علم الهواء المضغوط واستخداماته في المضخات.

### وصف العالم فيتروفيوس
يذكر فيتروفيوس (80 ق.م -15م) الأليفونيات ب اسمipolipyla:
هي عبارة عن أوعية مجوفة، بها فتحة أو فم صغير الحجم، يمكن من خلالها ملء الماء. قبل تسخين الماء على النار، لكي تنبعث رياح خفيفة وبمجرد أن يبدأ الماء في الغليان تصدر رياح عنيفة.

### وصف هيرو
اتبع هيرو مقاربة أكثر عملية، اذ أنه يعطي تعليمات حول كيفية صنع هذا الجهاز: رقم 50.
لصنع محرك البخار. ضع المغلاة على النار: تدور الكرة حول المحور اشتعلت النيران تحت المغلاة AB، (الشكل 50)، تحتوي على الماء، وتغطى الفتحة بواسطة الغطاء CD؛ ومن خلال هذا الانبوب المنحني E FG، الذي يتصل به يتم تركيب الطرف العلوي للأنبوب في كرة مجوفة، HK. مقابل الطرف G، ضع محور، ML، ويستقر على الغطاء CD؛ ودع الكرة تحتوي على اثنين من الأنابيب المنحنية، والتواصل معها في الأطراف المقابلة للقطر، وثنيها في اتجاهين متعاكسين، وتكون الانحناءات في زوايا قائمة وعبر الخطوط LM، FG.ومع ارتفاع درجة حرارة المرجل فأن البخار الذي يدخل الكرة عبر E FG، يمر عبر الانابيب المثنية باتجاه الغطاء، وبسبب دوران الكرة، كما لو انها ترقص.

## الاستخدام العملي
من غير المعلوم ما اذ استخدم الايوليبيل لأي استخدام عملي في العصور القديمة، وإذا كان يعد أداة براغماتية، أو أداة حديثة غريبة، أو كائن من التبجيل، أو شيء اخر. وصفه أحد المصادر بانه مجرد تحفة لافتة للنظر لدى الإغريق القدامى أو «خدعة حزبية» الموضحة في الهوائي. ومن ناحية أخرى، يذكر فيتروفيوس استخدام الايوليبيل لبيان الخصائص الفيزيائية للطقس، ويصف الجهاز على انه:
اختراع علمي لاكتشاف الحقيقة الألوهية الكامنة في قوانين السماوات.
بعد وصف بنية الجهاز (انظر أعلاه)، يستنتج ما يلي:
يمكن ان نفهم ونحكم على القوانين العظيمة والرائعة للسماوات وطبيعة الرياح من خلال هذه التجربة البسيطة والمختصرة للغاية.
في عام 1543، قام بلاسكو دي غاراي Blasco de GARAY، عالم وكابتن في البحرية الاسبانية، بالتظاهر امام الإمبراطور الروماني المقدس وتشارلز الخامس ولجنة من كبار المسؤولين في اختراع ادعى انه بمقدوره ان يدفع السفن الكبيرة في غياب الرياح مستخدما جهاز يتكون من مغلاة نحاسية وعجلات متحركة على جانبي السفينة. تم حفظ هذا الحساب من قبل الارشيفات الإسبانية الملكية في بلدة سيمانكاس.101من المقترح استخدام العالم دي غاراي ايوليبيل العالم هيرو ودمجه مع التكنلوجيا المستخدمة في القوارب الرومانية والمراكب المتأخرة في العصور الوسطى. هنا قدم اختراع دي غاراي ابتكارا حيث كان للايوليبيل استخدام عملي، لتوليد الحركة إلى المجذاف، واثبات جدوى القوارب التي تعمل بالبخار. تم رفض هذا الاقتراح من قبل السلطات الاسبانية.